# Власина Округлица
Власина Округлица (на сръбски: Власина Округлица или Vlasina Okruglica) е село в Община Сурдулица, Пчински окръг, Сърбия. Според преброяването от 2011 г. населението му е 128 жители.

## Демография
- 1948 – 1684
- 1953 – 1852
- 1961 – 1576
- 1971 – 1180
- 1981 – 666
- 1991 – 281
- 2002 – 163
- 2011 – 128

## Етнически състав (2002)
- сърби – 95,70%
- югославяни – 1,22%
- чехи – 0,61%
- българи – 0,61%
- неопределили се – 1,84%